# Università delle Arti di Zurigo
L'Università delle Arti di Zurigo (ZHdK, in tedesco: Zürcher Hochschule der Künste) ha circa 2.500 studenti, il che la rende la più grande università artistica della Svizzera. L'università è stata fondata nel 2007, a seguito della fusione tra la Scuola d'Arte e Design di Zurigo (HGKZ) e la Scuola di Musica, Teatro e Danza (HMT). La ZHdK è una delle quattro università affiliate alla Zürcher Fachhochschule.
La ZHdK offre corsi di laurea, master e programmi di perfezionamento in arte, design, musica, educazione artistica, teatro, film, danza, studi transdisciplinari e programmi di dottorato in collaborazione con diverse università d'arte internazionali e con l'ETH di Zurigo. La ZHdK ha un ruolo attivo nella ricerca, specialmente in ambito artistico e nel design.
Affiliati alla ZHdK sono il Museo del Design di Zurigo, il Theater der Künste (Teatro delle Arti), il Mehrspur Music Club e il Media and Information Centre (MIZ).

## Storia
Fondata il 1º agosto 2007, l'Università delle Arti di Zurigo (ZHdK) è nata dalla fusione tra la Hochschule für Gestaltung und Kunst Zürich (HGKZ), nata dalla Kunstgewerbeschule Zürich (fondata nel 1878) e la Scuola di teatro, musica e danza (HMT). Il presidente fondatore della nuova università delle arti fu il professor Hans-Peter Schwarz. Dal novembre 2009, il professor Thomas D. Meier è presidente della ZHdK.
La Hochschule für Gestaltung und Kunst Zürich (HGKZ) è nata dalla Kunstgewerbeschule Zürich (fondata nel 1878). Era situata in un edificio costruito dagli architetti Adolf Steger e Karl Egender, che oggi ospita anche il Museo del Design di Zurigo.
La Scuola di musica, teatro e danza (HMT) è il risultato di una fusione nel 1999 tra i conservatori di musica di Winterthur e Zurigo, la Scuola di jazz di Zurigo, l'Accademia di teatro e recitazione di Zurigo e la Scuola professionale svizzera di balletto. Il programma di studi teatrali della ZHdK (affiliato al Dipartimento di Arti Performative e Film) è stato originariamente istituito nel 1937, nel contesto dello Schauspielhaus Zürich (il principale teatro della città), e conosciuto come Bühnenstudio Zürich. Fu rinominata Schauspiel-Akademie Zürich all'inizio degli anni '70.
Dopo la fusione delle scuole nel 2007, la ZHdK occupa 35 sedi, distribuite nelle città di Zurigo (Ausstellungsstrasse, Florhof, Mediacampus, Gessnerallee) e Winterthur. Nell'autunno 2014, la ZHdK si è trasferita nel suo nuovo campus: il Toni Areal nel fiorente quartiere occidentale della città (Zurich West). Ad eccezione del suo annesso Gessnerallee, la ZHdK ha lasciato tutte le altre sedi per unire le arti sotto un unico tetto. Il Museo del Design di Zurigo e il Museo Bellerive rimarranno nelle loro sedi attuali.
2017-2020 ZHdK ha condotto una ricerca su commons (digitali), infrastrutture educative/culturali, strumenti e pratiche artistiche Creating Commons, condotta da Felix Stalder, Shusha Niederberger e Cornelia Sollfrank.

## Dipartimenti
La ZHdK ha cinque dipartimenti:
Il Dipartimento di Arti Performative e Film offre una formazione professionale in danza, teatro e cinema. La formazione teatrale include corsi di BA e MA in recitazione, regia, educazione teatrale, drammaturgia e scenografia. Il dipartimento offre anche corsi di BA e MA in film. Il BA Film fornisce una formazione generale o specializzata in design di produzione. Gli studenti del MA possono specializzarsi in regia, documentario, sceneggiatura, cinematografia, montaggio o produzione creativa. I programmi di danza comprendono una formazione professionale in danza classica alla Zurich Dance Academy, nonché un BA Contemporary Dance e un MA Dance. Quest'ultimo permette agli studenti di specializzarsi nella coreografia o nell'insegnamento e nel coaching dei professionisti della danza.
Gli studenti si specializzano in uno dei sette campi professionali: Cast/Audiovisual Media, Game Design, Industrial Design, Interaction Design, Knowledge Visualization, Trends & Identity, Visual Communication.
Il Dipartimento di Belle Arti offre corsi di laurea in digitalità, fotografia, installazione/scultura, pittura, performance, suono, linguaggio e video/movimento.
Il Dipartimento di Analisi Culturale offre insegnamento e ricerca in teoria culturale, analisi culturale e educazione artistica. I suoi corsi BA e MA sono rivolti a futuri insegnanti, giornalisti culturali e creatori di mostre.
Il Dipartimento di Musica offre programmi di creazione, insegnamento e interpretazione di musica classica, jazz, pop e musica da chiesa. Due corsi di laurea BA e quattro MA forniscono una formazione professionale per futuri musicisti d'orchestra e di scuola, direttori d'orchestra e di coro, solisti e musicisti da camera, compositori e ingegneri del suono, insegnanti di strumento e di voce, musicisti jazz e pop. Gli studenti partecipano alle esibizioni nelle sale da concerto dell'Università e regolarmente anche alla Tonhalle di Zurigo e in altri luoghi pubblici.

## Studenti
La ZHdK e le istituzioni da cui deriva (Scuola d'Arte Applicata/HGKZ; Conservatorio di Musica; Accademia di Teatro) hanno dato vita a un numero considerevole di acclamati artisti, designer, musicisti e attori:

### Film e Teatro
- Aya Domenig
- Bruno Ganz
- Mathias Gnädinger
- Talkhon Hamzavi
- Gardi Hutter
- Xavier Koller
- Mathis Künzler
- Sandra Moser
- Markus Imhoof
- Marco Arturo Marelli
- Andrea Staka

### Fotografia
- Oliviero Toscani
- Werner Bischof
- René Burri

### Belle Arti
- Augusto Giacometti
- Thomas Hirschhorn
- Yves Netzhammer
- David Weiss
- HR Giger

### Design e Tipografia
- Max Bill
- Adrian Frutiger
- Richard Paul Lohse
- Hans Falk
- Max Miedinger
- Emil Ruder

### Musica
- Yulianna Avdeeva
- Othmar Schoeck
- Hermann Haller
- Peter Lagger
- Anne-Sophie Mutter
- Nik Bärtsch
- Soyoung Yoon

## Docenti
Molti ex laureati sono tornati ad insegnare alla ZHdK. Il corpo docente ha incluso e include un certo numero di professori degni di nota:
- Sophie Taeuber-Arp, direttrice della classe tessile, 1916-1929
- Johannes Itten, direttore, 1938-1943
- Volkmar Andreae, direttore dell'orchestra della Tonhalle (1906-1949) e del conservatorio di musica (1914-1939)
- Karl Schmid, professore di disegno scientifico (1944-71)
- Serge Stauffer ha co-diretto la classe F+F per l'arte sperimentale dal 1965 al 1970
- Florian Dombois è a capo del focus di ricerca in studi transdisciplinari dall'autunno 2011
- Irwin Gage ha diretto una classe per l'interpretazione del Lied
- Ria Ginster, soprano, dal 1938 fino alla sua emigrazione
- Isabel Mundry, professore di composizione
- Zakhar Bron insegna violino e musica da camera
- Rudolf Koelman, professore di violino e musica da camera dal 1987 (HMT-ZHdK) ex primo violino della Royal Concertgebouw Orchestra (1996-1999)
- Raphael Wallfisch ha insegnato violoncello e musica da camera
- Konstantin Scherbakov è professore di pianoforte
- Giaco Schiesser, professore di teorie dei media e della cultura, ha fondato il programma New Media / Media Arts (1997) ed è stato capo del Dipartimento di Arte & Media (2002-2017)